# Eustachy Rzymski
Eustachy Rzymski, również Eustachiusz (łac. Еustathius Placidas ) – święty Kościoła katolickiego i prawosławnego, według legendy męczennik wczesnochrześcijański, jeden z Czternastu Świętych Wspomożycieli.

## Legenda
Znany jedynie ze średniowiecznej legendy, łączącej motywy bliskowschodnie i greckie. Według części bollandystów żywot Eustachego jest zupełnie fikcyjny.
Przed nawróceniem na chrześcijaństwo miałby nazywać się Placidus (Placyd) i być oficerem wojsk cesarza Trajana. Podczas polowania na jelenia pomiędzy Tivoli a Praeneste zobaczył w porożu jelenia krzyż Chrystusa. Po tym zdarzeniu nawrócił się i ochrzcił razem ze swoją rodziną, wtedy też przyjął imię Eustachy. Spotkała go seria nieszczęść sprawdzających jego wiarę: stracił majątek, jego służący poumierali na zarazę, podczas podróży morskiej została porwana jego żona, a gdy przechodził przez rzekę z dwoma synami, jego dzieci zostały porwane przez wilka i lwa. Podobnie do Hioba, Eustachy lamentował, ale nie stracił wiary. Wkrótce po tym odzyskał swoją rodzinę i wcześniejszą pozycję. Ponieważ odmówił złożenia pogańskiej ofiary, został razem z żoną i synami skazany na śmierć przez cesarza Hadriana. Najpierw został rzucony lwom na pożarcie, ale ponieważ one nie wyrządziły mu szkody, został spalony w rozżarzonym spiżowym byku.
Żywot św. Eustachego spopularyzowała Złota legenda Jakuba de Voragine.

## Kult świętego
Kult tego świętego pojawił się stosunkowo późno – dopiero w VIII wieku.

### Patronat
Jest patronem strażaków (obok św. Floriana), myśliwych i leśników (obok św. Huberta), traperów, osób torturowanych i Madrytu. Wzywany jest do obrony przed ogniem i jako orędownik w rozwiązywaniu trudnych sytuacji.
Patronuje również: kramarzom (straganiarzom), kupcom, płatnerzom i rusznikarzom. Wzywany jest również w przypadku choroby koni i w żałobie w rodzinie.

### Atrybuty
Atrybutami tego świętego są: byk, krzyż, róg, jeleń.

### Relikwie
Jego relikwie miały być przechowywane do XII wieku w rzymskiej bazylice Sant’Eustachio (jest to jeden z kościołów Rzymu, z którymi związany jest tytuł kardynała diakona). Następnie zostały one przeniesione do Saint-Denis pod Paryżem. Relikwiarz został uszkodzony, a część kości spalona przez hugenotów w 1567. To co pozostało znajduje się w paryskim kościele Saint-Eustache.

### Dzień obchodów
W Cerkwi prawosławnej wspomnienie liturgiczne wielkiego męczennika obchodzone jest 20 września/3 października, tj. 3 października według kalendarza gregoriańskiego.
W Kościele katolickim wspomnienie świętych małżonków: Eustachego i Teopisty oraz ich synów Agapita i Teopista, męczenników, obchodzono 29 marca i 20 września, ale oficjalnie tylko do 1969 roku, kiedy Paweł VI usunął z kalendarza niektórych świętych, których istnienie budziło wątpliwości. Niektóre źródła nadal podają dzień 20 września, jako wspomnienie.
Wykreślenie świętego z kalendarza liturgicznego nie oznacza bowiem pozbawienia świętego świętości, bowiem, kto raz został uznany za świętego i wpisany do Martyrologium, pozostaje świętym na zawsze, chociażby wypisano go ze wszystkich kalendarzy liturgicznych na całym świecie.